# 告羅士打大廈

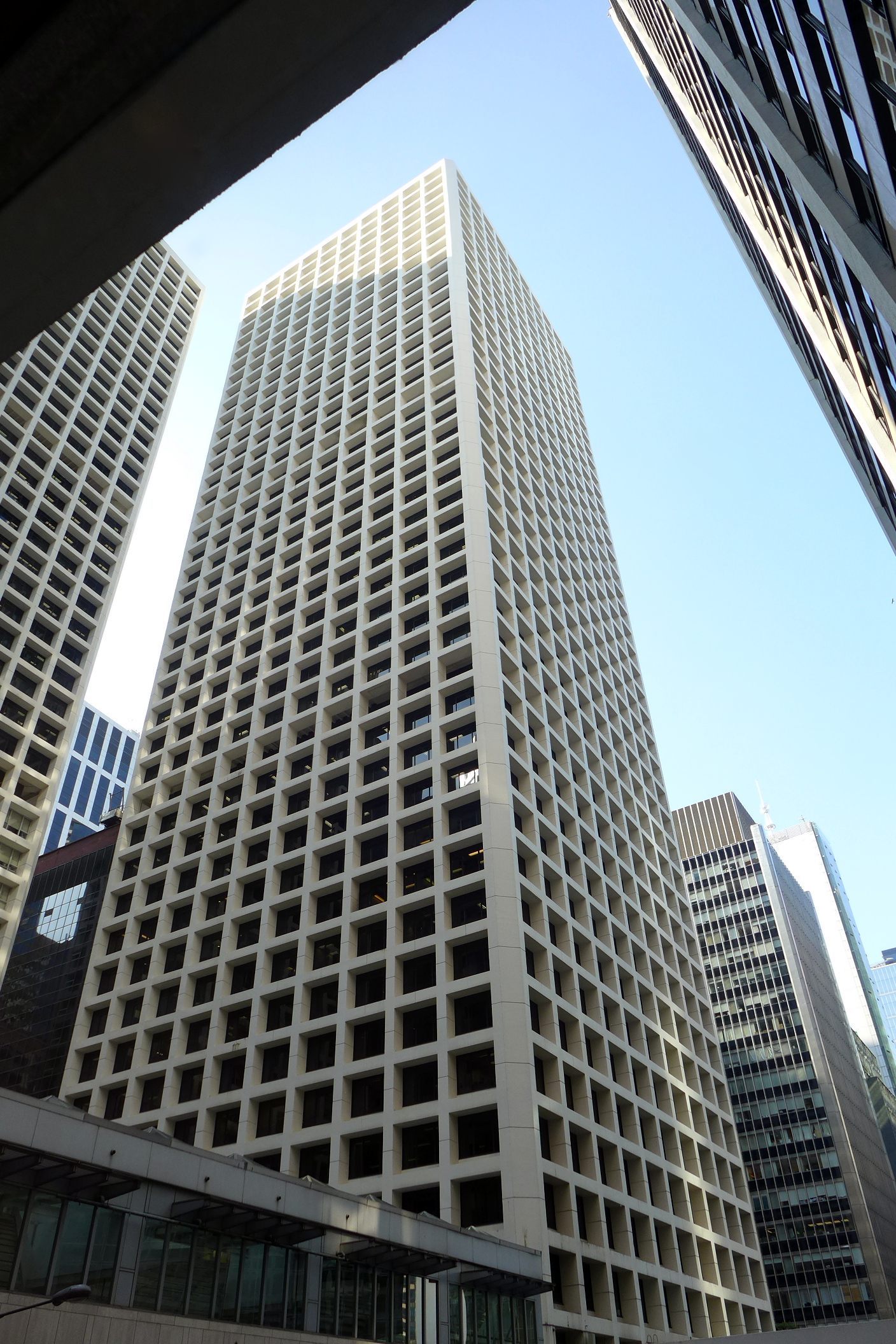
告羅士打大廈

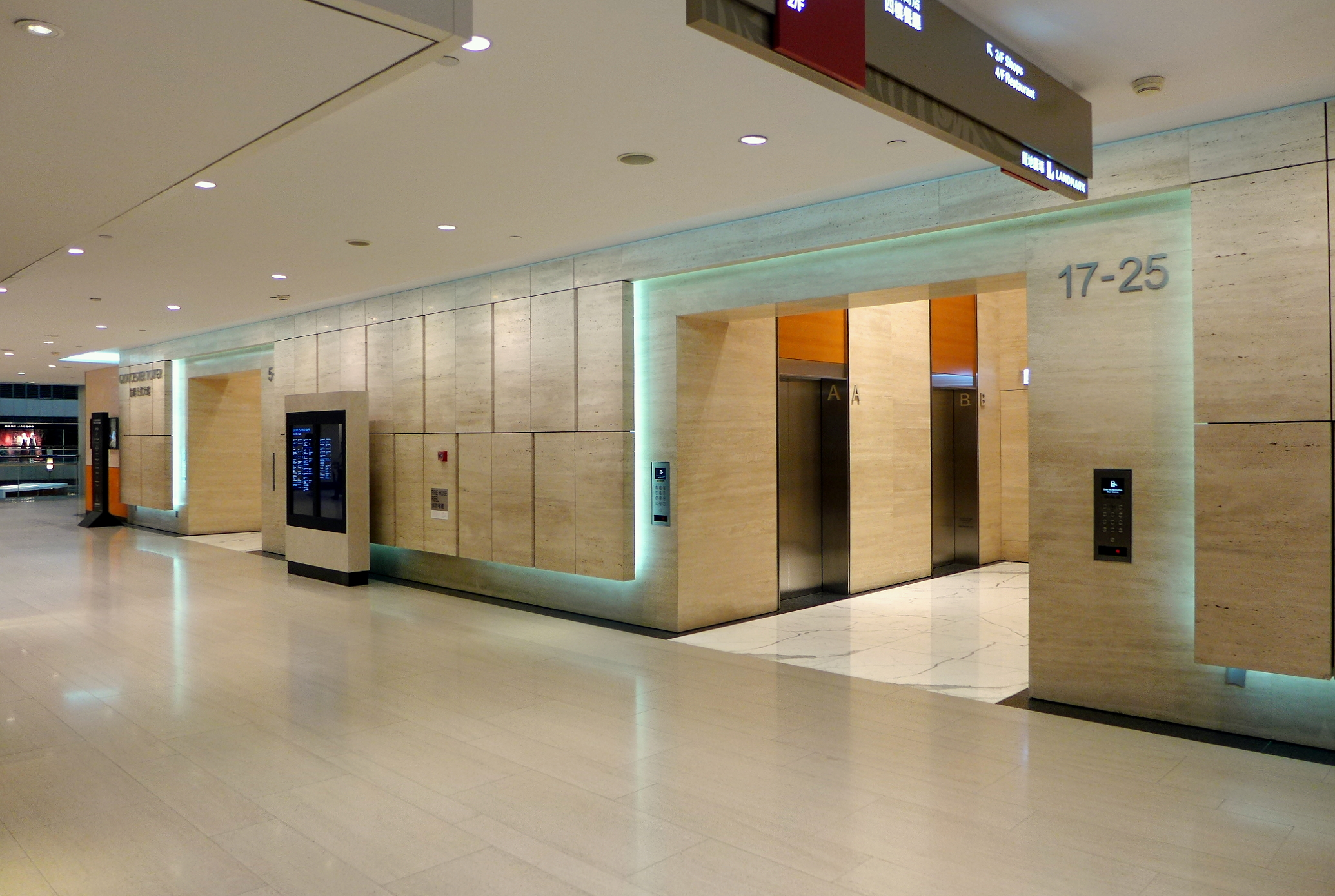
告羅士打大廈升降機大堂

告羅士打大廈，又名告羅士打行，是香港的一座商業大廈，亦是中上環區老牌商廈之一，位於香港島中環德輔道中與畢打街交界，於1926年至1928年曾是全香港最高建築物，現時大廈在1980年重建落成後，現為置地廣塲的一部份。

## 歷史
告羅士打大廈原址是1868年啟用的香港大酒店，由香港上海大酒店擁有，樓高6層，佔地約26,000平方呎。1926年2月13日（農曆正月初一），酒店發生火災，北座全部被燒毀。香港置地便以137.5萬港元的價錢購入地皮，重建為告羅士打行（Gloucester Building）。告羅士打行樓高9層，是當時香港最高的建築物。該大廈有一鐘樓，是自1908年畢打街鐘樓被拆卸後中環首度重現鐘樓，因此成為當年中環的重要地標。
重建前的告羅士打行曾開設告羅士打酒樓，是當年香港最高級的中式酒樓之一。
1974年，香港置地宣佈興建置地廣場的計劃，告羅士打行遂於1977年拆卸重建，1980年落成，樓高43層，命名為告羅士打大廈。
1983年，聯合航空曾經於本大廈設立香港分公司，20年後才遷往中環中心。
2009年，三菱電梯為此大廈完成升降機更新工程，並且全港首次引進自家的DOAS目的樓層預測系統。這個亦是全港首個迅達以外品牌的智能升降機系統。
2023年6月，大廈43至45樓佔地兩萬尺樓面改為（Forty-Five），集合上海餐廳嘗申滙、日本鐵板燒餐廳 Kaen Teppanyaki、酒吧Cardinal Point和空中花園、世界著名米芝蓮三星法國女廚師 Anne-Sophie Pic首間在香港的餐廳The Cristal Room by Anne-Sophie Pic和私人會員俱樂部Gloucester Arts Club。

## 樓層分佈
- 5樓：希仕廷律師行（Hastings & Co.）
- 6樓：嘉信理財香港有限公司（Charles Schwab, Hong Kong, Limited）（602室-606室）、日本中國銀行香港分行
- 7樓-8樓：凸版快捷財經
- 9樓：智盛財經媒體有限公司
- 10樓：Mourant Ozannes（1002室-1008室）、金杜律師事務所（King & Wood Mallesons）
- 12-15樓：金杜律師事務所（King & Wood Mallesons）
- 17樓：高李葉律師行（Kao Lee & Yip）
- 18樓：艾金‧崗波律師事務所（Akin Gump Strauss Hauer & Feld）（1801室-1808室及1810室）、香港食品有限公司（Hongkong Caterers Ltd.）
- 19樓：Vontobel Asset Management Asia Pacific Ltd.(1901室）、Venture Investor Alliance of Hong Kong (1904室）、友利投資金融有限公司（Woori Global Markets Asia Ltd.）(1907-1909室）
- 21樓：謝爾曼·思特靈律師事務所（Shearman & Sterling）
- 22樓：和暄資本香港有限公司（Hermitage Capital HK Limited）（2201室）、香港銀行公會（2202室）
- 23-24樓：史密夫斐爾律師事務所（Herbert Smith Freehills）、Peregrine Services Limited
- 25樓：CIMB BANK BERHAD
- 26-27，29樓：凱易律師事務所（Kirkland & Ellis）
- 30樓：ALLY BRIDGE GROUP/ABG-WX Holding（HK）Limited（3002室-3004室）
- 31樓：國衛會計師事務所有限公司
- 32樓：吉布森律師事務所（Gibson, Dunn & Crutcher）（3204-3208室）、 National Electronics Holdings Limited（3201室）、 樂聲電子（集團）有限公司（National Electronics（Consolidated）Limited）、樂聲置業有限公司（National Properties Holdings Limited）、樂聲酒店控股有限公司（National Hotel Holdings Limited）
- 33樓：吉布森律師事務所（Gibson, Dunn & Crutcher）
- 34樓：霸菱資產管理（亞洲）有限公司（3401室，3409-3410室）、Gübelin Salon（3405室-3406室）、Central Asset Investments（3403室）、濰柴動力股份有限公司（Weichai Power Co. Ltd.）/ 法拉帝集團亞太有限公司（Ferretti Group Asia Pacific Limited）（3407-3408室）、美國萬通國際有限公司（MassMutual International LLC）、韓國銀行（The Bank of Korea）
- 35樓：霸菱資產管理（亞洲）有限公司
- 36樓：Prada Asia Pacific Limited、寶維斯有限法律責任合夥律師行（Paul, Weiss Rifkind, Wharton & Garrison LLP）（3601-06 & 10室）
- 37-38樓：德輔大律師事務所（Des Voeux Chambers）
- 39樓：史蒂文生黃律師事務所（Stevenson, Wong & Co.）
- 40樓：群志資本管理有限公司（Ares SSG Capital Management (Hong Kong) Limited）
- 41樓：Chanel Hong Kong Limited、春華資本集團（Primavera Capital Limited）
- 42樓：保德信（香港）有限公司（PGIM (Hong Kong) Limited）（4202-4203室）、啓峰資本資產管理（香港）有限公司（Springhill Fund Asset Management (HK) Company Limited）（4204室）、啟明發展（香港）有限公司（Qiming Development (HK) Limited）（4205室-4206室）、淡水泉（北京）投資管理有限公司（4209室）
- 43-45樓：高級餐廳和酒吧：四十五（Forty-Five），前身分別為奧睿律師事務所（Orrick, Herrington & Sutcliffe LLP）和香港銀行家會所（The Hong Kong Bankers Club）

## 外部連結
- 告羅士打大廈

1. ↑  . Time Out Hong Kong. 2023-09-26  [2023-10-15].
2. ↑  . hypebeast. 2023-06-05  [2023-10-15].